# Принцы Конде
Принц Конде́ (фр. prince de Condé) — титул и род французских «принцев крови», младшей ветви королевского дома Бурбонов. Титул впервые был предоставлен дяде короля Франции Генриха Наваррского — Людовику де Бурбону, по названию его замка Конде (фр.) в Конде-ан-Бри. Его потомки носили данный титул до 1830 года.

## Титулы
Во французской системе титулования один титул одновременно может носить только один человек, как правило, глава рода, а не все его члены сразу. Если семья имеет несколько титулов, то обычно глава семьи оставляет за собой старший титул (титулы), а сыновьям и другим потомкам передаёт младшие, именуемые титулами учтивости. В роду де Бурбон-Конде основным был титул собственно принца Конде, который неизменно носил глава дома.
Титул принца Конти первоначально давался одному из младших сыновей принца Конде. Первым его получил Франсуа де Бурбон-Конти (1558—1614), который оставил только внебрачного сына, после чего выморочный титул вернулся к главе дома. Однако, поскольку следующий получатель титула, Арман де Бурбон-Конти (1629—1666), младший сын Генриха II, принца Конде, имел многочисленное потомство, то титул принца Конти стал старшим титулом отдельной ветви династии. Наряду с титулом собственно принцев Конти, который, таким образом стал старшим, принцы Конти использовали титулами учтивости герцог Меркёр, граф де ла Марш и граф д’Але для своих наследников.
После этого наследникам и младшим детям принцев Конде обычно присваивались титулы герцогов де Бурбон (герцогов Бурбонских), герцогов д’Энгиен (герцогов Энгиенских), герцогов де Бельгард и графов де Клермон. Кроме того, имелось много других титулов, включая такие значительные, как герцог де Монморанси и герцог де Гиз, граф де Шароле и некоторые другие, которые чаще всего использовались в особо торжественных случаях в полном титуле главы дома.

## Главы рода
| Порядковый номер | Портрет | Имя                                     | Характеристика деятельности | Супруга |
| ---------------- | ------- | --------------------------------------- | --- | --- |
| 1-й принц Конде  | centré  | Людовик I (1530—1569)                   | Один из вождей гугенотов, военачальник, был захвачен в плен и казнён католиками в возрасте 38 лет. | 1-я — Элеонора де Руа, дочь графа Шарля де Руа, родственница адмирала Колиньи. 2-я — Франсуаза Орлеанская-Лонгвиль, из младшей ветви королевской династии Валуа.                                                          |
| 2-й принц Конде  | centré  | Генрих I (1552—1588)                    | Гугенот, соратник и потенциальный соперник Генриха IV. В отличие от Генриха IV, не согласился на переговоры с католиками, предполагавшие переход в католичество для умиротворения Франции, и вскоре после этого скончался. Его сын, родившийся уже после смерти отца, был воспитан в католической вере под надзором Генриха IV, ставшего новым королём Франции. Все принцы Конде после этого были католиками. | 1-я — Мария Клевская, дочь герцога Неверского. 2-я — Шарлотта де ла Тремуйль, дочь герцога Людовика III де ла Тремуйля.                                                                                                   |
| 3-й принц Конде  | centré  | Генрих II (1588—1646)                   | Участник многочисленных интриг эпохи короля Людовика XIII, кардиналов Ришельё и Мазарини. Титул принца Конде носил с рождения, так как родился уже после смерти отца. Несмотря на постоянные интриги, сумел значительно приумножить семейное состояние. | Шарлотта Маргарита де Монморанси, дочь коннетабля Франции Генриха I де Монморанси. После смерти её отца (1614) и казни брата (1632) вся собственность и титулы рода Монморанси были унаследованы Шарлоттой и её супругом. |
| 4-й принц Конде  |         | Людовик II — Великий Конде (1621—1686). | Талантливый полководец, в возрасте 20 с небольшим лет в должности самостоятельного главнокомандующего армией в ходе Тридцатилетней войны одержал крупную победу над испанцами в битве при Рокруа. После этого участвовал в так называемой Фронде принцев, после поражения которой в 1653 году бежал в Испанские Нидерланды. Во главе испанской армии сражался против французов, испанцы планировали сделать его главой крупного суверенного княжества на франко-нидерландской границе. Опасаясь такого исхода, французский королевский двор примирился с Конде. Восемь лет спустя Конде снова возглавил французскую армию и за три недели завоевал для Франции Франш-Конте. Генералиссимус. В 1669 году был претендентом на престол Польши, но проиграл выборы Михаилу Вишневецкому. | Клер-Клеманс де Майе, племянница кардинала Ришельё. |
| 5-й принц Конде  | centré  | Генрих III (1643—1709)                  | Как полководец, был далёк от блестящих способностей своего отца. Впечатление современников об этом Конде было, в основном, негативным. | Анна Баварская, немецкая принцесса. |
| 6-й принц Конде  | centré  | Людовик III (1668—1710)                 | Полководец, ненадолго пережил отца. | Луиза Франсуаза де Бурбон, внебрачная дочь короля Франции Людовика XIV от его фаворитки мадам де Монтеспан. |
| 7-й принц Конде  | centré  | Людовик IV (1692—1740)                  | Член французского регентского совета во времена малолетства короля Людовика XV, главный министр Франции в 1723—1726 годах. Ярый католик, организатор гонений на гугенотов. Особо выдающихся способностей на государственной службе не проявил. | 1-я — Мария Анна де Бурбон, из семьи принцев Конти. 2-я — Каролина Гессен-Рейнфельс-Ротенбургская, немецкая принцесса. |
| 8-й принц Конде  | centré  | Людовик V (1736—1818)                   | Крупный полководец, как и его предок, первые крупные победы на театре военных действий Семилетней войны одержал в достаточно молодом возрасте. Убеждённый противник Французской революции, сформировал из французских эмигрантов армию, сражавшуюся против революционной Франции. Пользовался куда большим авторитетом, чем титулярный король Людовик XVIII, но признавал его своим королём. После 1800 года активность деятельности принца Конде заметно снизилась, на что повлиял и возраст (Конде было около 65 лет). В 1814 году после Реставрации Бурбонов, вернулся во Францию вместе с королём, который возвратил ему его замки и земли. | 1-я — Шарлотта де Роган, дочь маршала Франции Шарля де Рогана, принца Субиза. 2-я — Мария Катерина Бриньоле-Сале, в первом браке Гримальди, вдова князя Монако Оноре III.                                                 |
| 9-й принц Конде  | centré  | Людовик VI (1756—1830)                  | Служил в армии своего отца, в дальнейшем жил в Англии, где сошёлся с куртизанкой Софи Доз. В 1814 году вернулся во Францию вместе с отцом, после его смерти унаследовал огромные богатства, земли и титулы. Даровал куртизанке титул баронессы, в 1830 году, на фоне революционных событий во Франции, колебался, следует ли ему признать законным королём Луи-Филиппа, племянника своей покойной законной жены или же бежать в Англию вслед за свергнутым королём Карлом X. В первом случае его наследниками б стал сын Луи-Филиппа, герцог Омальский, во втором случае — дети свергнутого короля. В разгар колебаний был найден повесившимся (или задушенным) в своем замке Сен-Лё. В итоге, семья нового короля Луи-Филиппа получила в наследство имущество на 66 миллионов франков, приносящее 2 миллиона франков годового дохода, а имущество еще на 2 миллиона франков (включая часть замков) достались куртизанке. | Принцесса Батильда Орлеанская, сестра Филиппа Эгалите и тётка короля Франции Луи-Филиппа. |

## Остальные члены рода[1]

### Дети Людовика I
- Франсуа де Бурбон-Конти (1558—1614) — принц Конти (первая креация), суверенный князь Шато-Рено. После него остался только незаконный сын, ставший аббатом.
- Карл II де Бурбон (1562—1594) — архиепископ Руанский.
- Карл де Бурбон-Суассон (1566—1612) — полководец. Основатель ветви Бурбон-Суассон. Его дети:
  - Луиза Бурбон-Суассонская (1603—1637) — в замужестве — герцогиня де Лонгвиль, супруга герцога Генриха II де Лонгвиля.
  - Мария Бурбон-Суассонская (1606—1692) — в замужестве — принцесса Кариньяно. Её прямые потомки с 1831 по 1946 год были королями сперва Сардинии, а затем объединённой Италии. Мария и её супруг, Тома Савойский-Кариньянский, унаследовали владения дома Бурбон-Суассон после смерти брата Марии, Людовика (см. ниже), который не имел законных детей.
  - Людовик де Бурбон-Суассон (1604—1641) — сын предыдущего, законного потомства не оставил.
    - Луи-Анри де Бурбон-Суассон (1640—1703) — незаконный сын предыдущего, не получивший наследства, и вынужденный довольствоваться коммендой с небольшого монастыря. В конце XVII столетия герцогиня Мария Немурская (1625—1707), владетельная княгиня Невшателя, последняя представительница дома Валуа-Лонгвилей, ненавидевшая своих дальних родственников Конде, планировала сделать его наследником своего огромного состояния, и уже при жизни передала ему часть своих денег и устроила его женитьбу с дочерью маршала Люксембурга из младшей (уцелевшей во время гонений) ветви дома Монморанси.

### Дети Генриха I
- Элеонора де Бурбон-Конде, в браке принцесса Оранская (1587—1619) — супруга Филиппа-Вильгельма Оранского.

### Дети Генриха II
- Анна Женевьева де Бурбон-Конде, в браке герцогиня де Лонгвиль (1619—1679) — сестра Великого Конде, жена Генриха II Орлеанского, герцога де Лонгвиля.
- Арман де Бурбон-Конти (1629—1666) —  младший брат Великого Конде, принц Конти (вторая креация). Оставил потомство. Род принцев Конти пресёкся в мужском колене в 1814 году.

### Дети Генриха III
- Мария Тереза де Бурбон (мадемуазель де Бурбон в браке принцесса Конти; 1666—1732) — супруга принца Франсуа Луи де Конти.
- Анна Мария де Бурбон (мадемуазель де Конде; 1675—1700).
- Анна Луиза Бенедикта де Бурбон (мадмуазель де Шароле в браке герцогиня Мэнская; 1676—1753) — супруга Луи Огюста де Бурбона, герцога Мэнского.
- Мария Анна де Бурбон (мадмуазель де Монморанси в браке герцогиня Вандомская; 1678—1718) —  супруга Жозефом де Бурбона, герцога Вандомского.

### Дети Людовика III
1. Мария Анна де Бурбон (1690—1760) — аббатиса Мобюиссона.
2. Луиза Елизавета де Бурбон (1693—1775) — супруга Луи Армана II де Бурбон-Конти.
3. Луиза Анна де Бурбон (мадемуазель де Шароле; 1695—1758).
4. Мария Анна де Бурбон (мадемуазель де Клермон, в браке герцогиня де Жуайез; 1697—1741) — супруга Луи де Мелёна, герцога де Жуайеза.
5. Шарль де Бурбон, граф де Шароле (1700—1760) — военачальник. Не был женат и не имел законных детей.
6. Генриетта Луиза де Бурбон (1703—1772) — аббатиса в монастыре Бомон-ле-Тур.
7. Елизавета Александрина де Бурбон (мадемуазель де Сен; 1705—1765).
8. Людовик, граф Клермон (1709—1771) — масон и военачальник. Не был женат, потомства не оставил.

### Дети Людовика V
- Луиза Аделаида де Бурбон (1757—1824) — настоятельница Ремирмонского аббатства.

### Дети Людовика VI
- Людовик (Луи Антуан) де Бурбон-Конде, герцог Энгиенский (1772—1804).

Единственный сын последнего принца Конде, Людовика VI, Людовик, герцог Энгиенский, который должен был стать Людовиком VII де Бурбон-Конде, был расстрелян Наполеоном в 1804 году при жизни отца (тогда герцога Бурбонского, ум. 1830) и деда (ум. 1818). Он был женат, но не имел детей. За неимением других наследников линия Бурбон-Конде прекратилась со смертью его отца в замке Сен-Лё 1830 году.
От младшего брата Великого Конде, принца Армана Конти, произошла линия принцев Бурбонов-Конти, пресекшаяся в 1814 году.

## Некоторые дворцы и замки семьи Конде
- Бурбонский дворец в Париже, ныне — зал заседаний нижней палаты Парламента Франции.
- Замок Шантийи (ныне музей Конде).
- замок Экуан
- Замок Конде (фр.).